# Modernizam u srpskoj književnosti
Modernizam u srpskoj književnosti nalazimo već u delima srpskih pisaca iz tzv. realističke epohe, koji su živeli krajem 19. veka, tako da modernizam, ili „zlatno doba srpske književnosti”, vremenski obuhvata razdoblje od kraja 19. veka do kraja Prvog svetskog rata. O njoj se ne može govoriti kao o nekom novom književno-estetskom pokretu, koji je došao od nekud sa strane i koji su donele neke nove generacije, pa prema tome u njoj nije ni moglo biti nekih književnih sukoba između dve generacije pisaca, starije i mlade.

## Odlike
Karakteristične odlike moderne književnosti nalazimo već kod Vojislava Ilića i Branislava Nušića. U njihovim delima, kako je to u svoje vreme zapazio Jovan Skerlić, književni kritičar i jedan od protagonista modernog talasa, "jedno nostalgično osećanje punog i intenzivnog života, mnogo strasti, senzualnosti, jako socijalno osećanje za male, slabe, pritisnute u životu". Vojislav Ilić, kaže Dragiša Živković, „smelo je zakoračio u oblast simbolističkih slutnji, strepnji i nemira“. Moderni period u srpskoj književnosti obeležen je pre svega mnogim novim kulturnim pojavama, kao što su pokretanje i osnivanje časopisa Srpski književni glasnik (1901), rad Srpske književne zadruge (1902), pokretanje Velike Škole i Univerziteta (1905), osnivanje Srpskog književnog društva (1905), izdavanje Slovenskog juga itd.
Osnovne odlike moderne književnosti u Srbiji: 
- uznemiren i klonuo duh
- pesimistična osećanja
- negovanje individualizma
- bežanje od stvarnosti
- subjektivno i iracionalno posmatranje sveta

### Uticaji
Zahvaljujući povoljnim političkim prilikama kakve su bile u to vreme u Srbiji, periodu rada parlamenta, srpski pisci su okrenuti kulturnim zbivanjima u Evropi, sa kojom dolaze u kontakt na raznorazne načine, i pažljivo prate književna strujanja u Francuskoj i drugim zapadno evropskim zemljama, tako da dolaze pod uticaj evropskih književnosti, u prvom redu francuske književnosti. Oni su najpre zahvatili književnu kritiku i poeziju, a zatim i prozu i ostale književne vrste. U književnoj kritici se javlja Ljubomir Nedić, koji kao glavni vrednosni kriterijum umetničkog dela postavlja način obrade književne teme i u drugi plan stavlja sadržaj. Njemu se pridružuje Bogdan Popović, koji strogo zastupa estetske kriterije, po ugledu na književne kritičare sa Zapada. A zatim, dolazi Jovan Skerlić, centralna ličnost u celokupnom razdoblju moderne srpske književnosti. On zastupa ideju o prisustvu književnosti u svim oblicima društvenog života, ističe njenu moralnu komponentu i ukazuje na važnost sadržaja književno-umetničkog dela.

### Forma
Srpski pesnici, Milan Rakić, Veljko Petrović, Vladislav Petković Dis, Milutin Bojić i drugi, u svojim pesmama slede francuske pesnike parnasovske i simbolističke orijentacije. Oni daju prednost pesničkoj formi nad sadržajem, gde kult muzikalnosti stiha, subjektivan pristup poeziji, pevaju o svom intimnom svetu, sugestiraju atmosferu melanholije i pesimizma i sumorna raspoloženja. Iz poezije francuskog Parnasa, oni preuzimaju temu pejzaža, koji postaje deo njihovog duševnog stanja i uverenja da priroda kroz pejzaž živi u čoveku. Najveću pažnju srpski modernisti posvećuju motivu ljubavi širokog dijapazona, od platonskog doživljaja žene, slutnji o ženi, ženi kao idealu života, do erotskog doživljaja žene.
Pripovedačka proza u srpskoj književnosti u modernom periodu pokazuje tendenciju istraživanja novog i modernog u strukturi književnog dela i u njegovim temama. Njihovu pažnju sve više zaokuplja individua koja u sebi nosi svoju protivrečnost, unutrašnji sukob i moralnu dilemu.

### Glavni predstavnici
Glavni predstavnici moderne književnosti u Srbiji su: (u poeziji) Milan Rakić, Sima Pandurović, Vladislav Petković Dis, Milutin Bojić, Stevan Luković, Danica Marković, Velimir Rajić; (u prozi) Borisav Stanković, Ivo Ćipiko, Milutin Uskoković, Veljko Miličević; (u književnoj kritici) Ljubomir Nedić, Bogdan Popović, Jovan Skerlić.
Oni su iza sebe ostavili neosporno vredna književna dela, kao što su: zbirke pesama Milana Rakića, Sime Pandurevića, V.P. Disa; pripovetke Za kruhom Ive Ćipika, Iz starog jevanđelja i Božji ljudi Bore Stankovića; romane Nečista krv Bore Stankovića, Pauci Ive Ćipika, Došljaci Milutina Uskokovića, Bespuće Veljka Milićevića; (drame) Koštana i Tašana Bore Stankovića.

## Sažeto
Srpska modernistička književnost razvijala se na izmaku XIX veka i trajala je do I svetskog rata. Književnici u Srbiji su stvarali pod uticajem francuske književnosti. Verovali su da pesma mora biti cela lepa. Negovali su savršenstvo forme. Srpski književni glasnik je najznačajniji književni časopis tog vremena, a Bogdan Popović i Jovan Skerlić su najuticajniji kritičari.